# Daulia arizonensis
Daulia arizonensis is een vlinder uit de familie van de grasmotten (Crambidae), uit de onderfamilie van de Spilomelinae. De wetenschappelijke naam van deze soort is voor het eerst voorgesteld door Eugene Gordon Munroe in een publicatie uit 1957.
De soort komt voor in het zuidwesten van de Verenigde Staten